# Maison Mozart à Vienne
La maison Mozart à Vienne a été la résidence de Mozart  de 1784 à 1787. Cet immeuble dans la vieille ville à Vienne, non loin de la cathédrale Saint-Étienne, est la seule résidence du compositeur qui subsiste à Vienne et est maintenant un musée.

## Histoire
La maison se trouve dans la Domgasse. Elle a été construite au XVIIe siècle, initialement avec deux étages, et agrandie en 1716. Mozart a loué des chambres ici en 1784, date à laquelle la maison est également connue sous le nom de maison Camesina, d'après la famille qui l'avait possédée depuis 1720. Depuis, l'entrée originelle de la maison face à la Schulerstraße (celle utilisée par Mozart) a été murée pour faire place à un magasin. On entre aujourd'hui dans la maison par l'arrière dans le Domgasse.
En 1941, pour le 150e anniversaire de la mort de Mozart, ces anciennes chambres ont été ouvertes au public dans le cadre de « Semaine Mozart de l'Empire allemand», un  événement national-socialiste visant à honorer le compositeur comme « typiquement allemand » (concept contraire à son mode de vie qui l'a vu parcourir l'Europe). En 1945, la gestion de l'exposition a été reprise par le musée de Vienne. Malgré sa situation apparemment favorable à proximité de la cathédrale Saint-Étienne, le nombre de visiteurs à la "Maison de Figaro" était relativement modeste, soit environ 80 000 par an.
En 2004, la ville de Vienne, par l'intermédiaire de la Wien Holding a entrepris la rénovation totale de la maison de Mozart et l'a repensée pour les visites. Cela a été terminé à temps pour l'année Mozart 2006, 250e anniversaire de sa naissance,. À la suite d'une complète rénovation, le bâtiment entier (y compris le sous-sol agrandi) est devenu un centre consacré à la vie du compositeur et à son travail, en intégrant les pièces qui ont été occupées par Mozart lui-même. Ce processus a été supervisé par le musée de Vienne. La cour historique a été en grande partie détruite par l'installation d'un ascenseur. Le sol en pierre du XVIIe siècle de la cuisine a été enlevé et la porte en chêne d'origine de l'appartement de Mozart a été vernie et déplacée.
Aujourd'hui, la maison de Mozart présente des informations sur le compositeur. On y trouve des expositions historiques et des installations audio-visuelles, tandis que le sous-sol contient un hall d'accueil. 340 000 personnes ont visité le musée dans ses trois premières années.